# Форро
Forró (португальська вимова: [fɔhɔ]) — один із танців північного сходу Бразилії, а також слово, що використовується для позначення різних жанрів музики, яка супроводжує танець. Танець популярний у ході щорічного «Festa Junina» (червневий фестиваль), він є частиною бразильської традиційної культури, і присвячений відзначенню деяких католицьких святих.

## Походження назви
Є кілька теорій про походження назви.
«Forró» у тій же письмовій чином (з акцентованим о) угорською мовою означає «розпечений». У 1940-х роках тисячі угорських емігрантів прибували до Південної Америки. Вважається, що саме це дало назву танцю.
Інша загальноприйнята теорія пояснює forró як похідне від forrobodó, що означає «велика партія» або «шум». Forrobodó, як вважають, походять з слова forbodó, що є терміном у португальському судочинстві.
Інша популярна в Бразилії теорія наголошує, що слово forró є похідним від англійського виразу «для всіх», і що воно виникла на початку 1900-х. Англійські інженери на будівництві залізниці Бразилії поблизу Ресіфі у вихідні організовували танці та класифікували їх як «тільки для залізничного персоналу» або «для всього населення» («для всіх»).